# Portcullis House
Portcullis House (PCH) est un immeuble de bureaux situé à Westminster, à Londres, au Royaume-Uni. Il a été commandé en 1992 et inauguré en 2001 afin de fournir des bureaux à 213 membres du Parlement et à leur personnel. L'entrée publique est sur le quai,. Faisant partie du domaine parlementaire, le bâtiment augmente l'espace disponible dans le palais de Westminster et ses environs.

## Histoire et utilisation

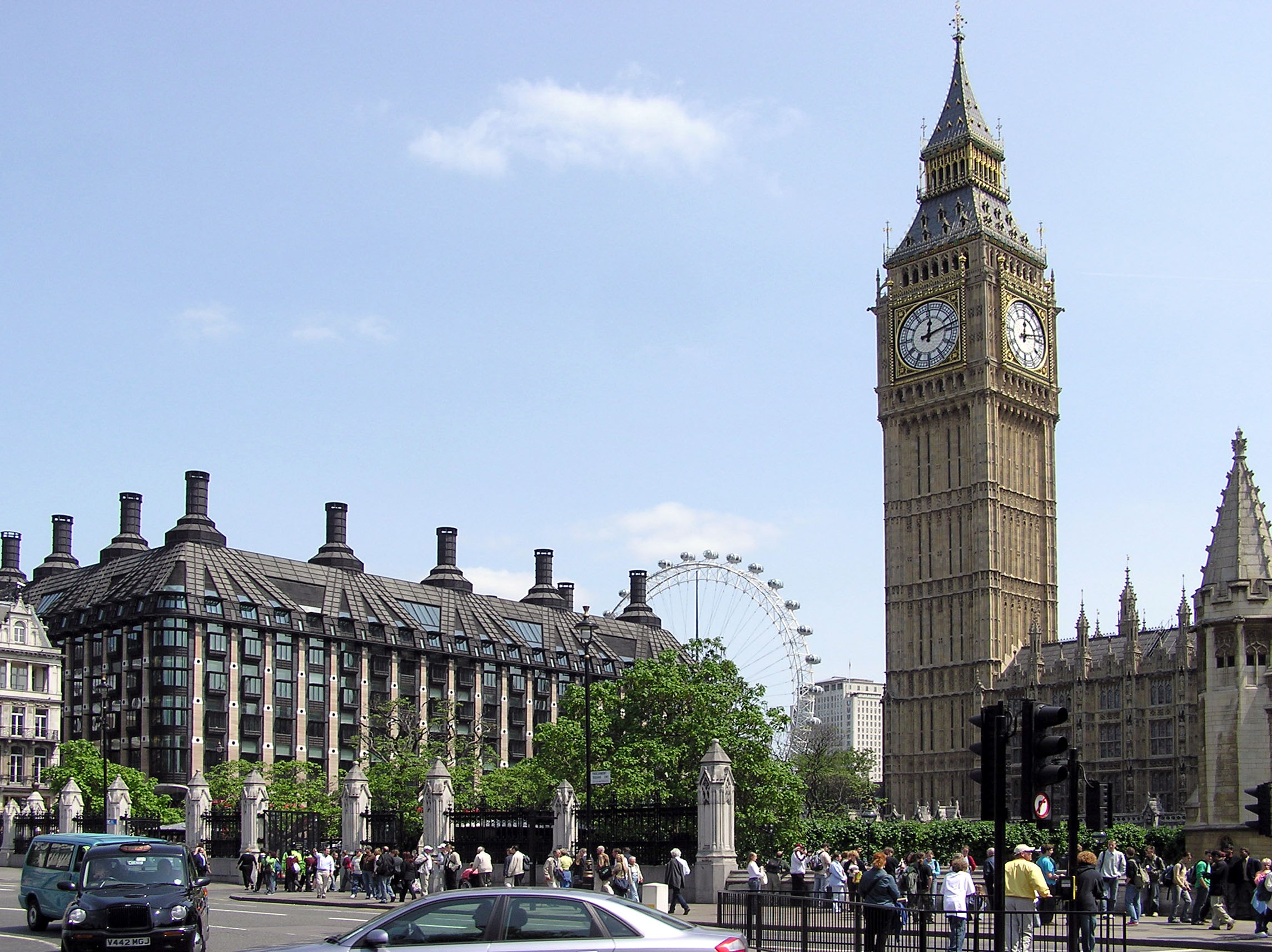
De gauche à droite: Portcullis House avec le London Eye et la tour Elizabeth

Les architectes, Michael Hopkins and Partners, ont publié leur conception en 1993 et les bâtiments existants sur le site ont été démolis en 1994. Au même moment, le métro de Londres construisait l'extension de la Jubilee line, avec une nouvelle station d'échange à la station de métro Westminster, qui occupe le même secteur ; les deux ont donc été conçus et construits comme une seule et même unité. La construction a commencé avec les travaux à la station de district line existante au sous-sol. Le bâtiment hors sol a commencé à s'élever en 1998 et a ouvert ses portes en 2001. Il est situé au coin de Bridge Street (à l'extrémité ouest du pont de Westminster) et de Victoria Embankment - surplombant la Tamise - et adjacent à l'édifice Norman Shaw South, qui surplombe également la rivière.

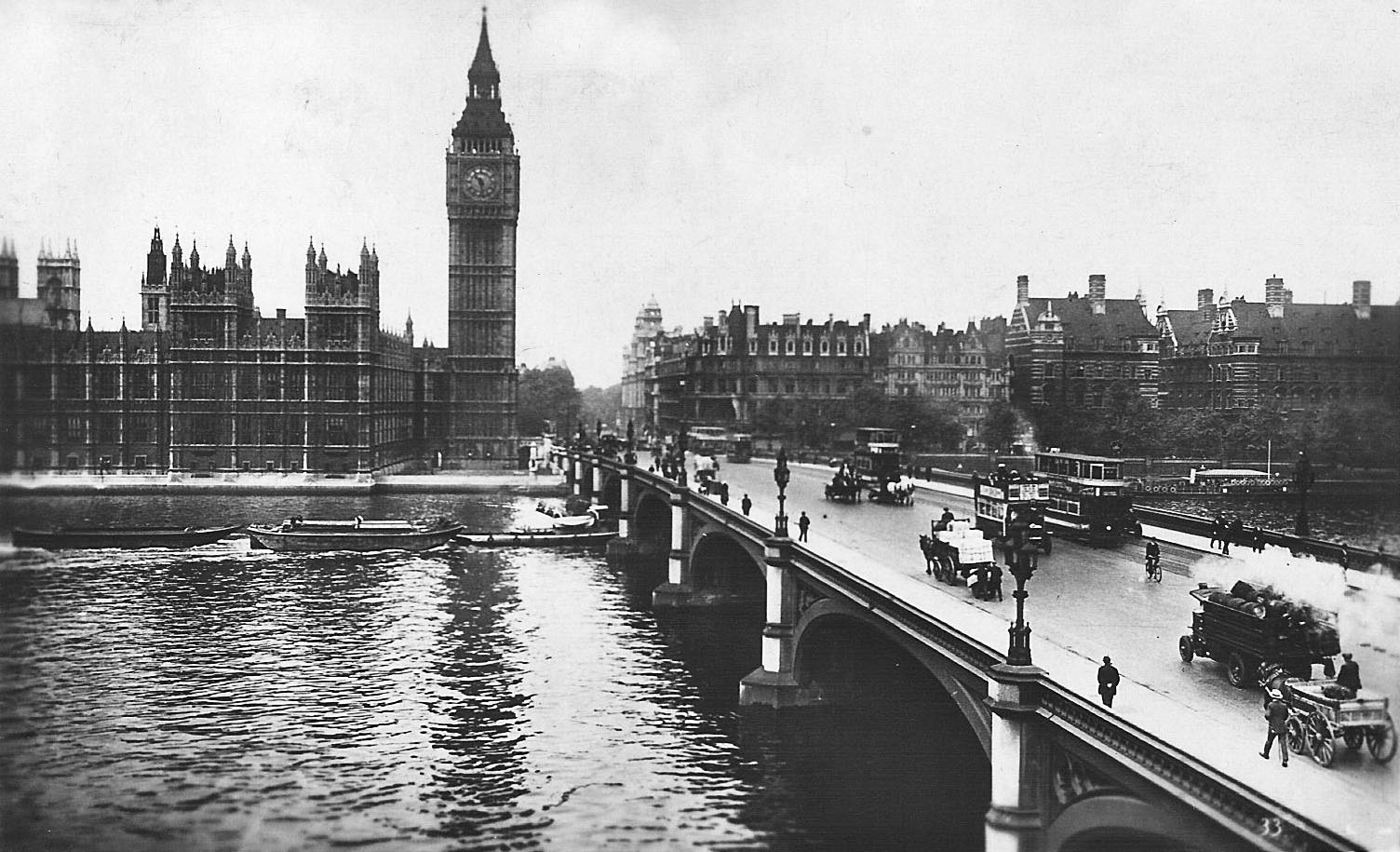
Bâtiments sur le site de la maison Portcullis (centre) en 1928

## Conception

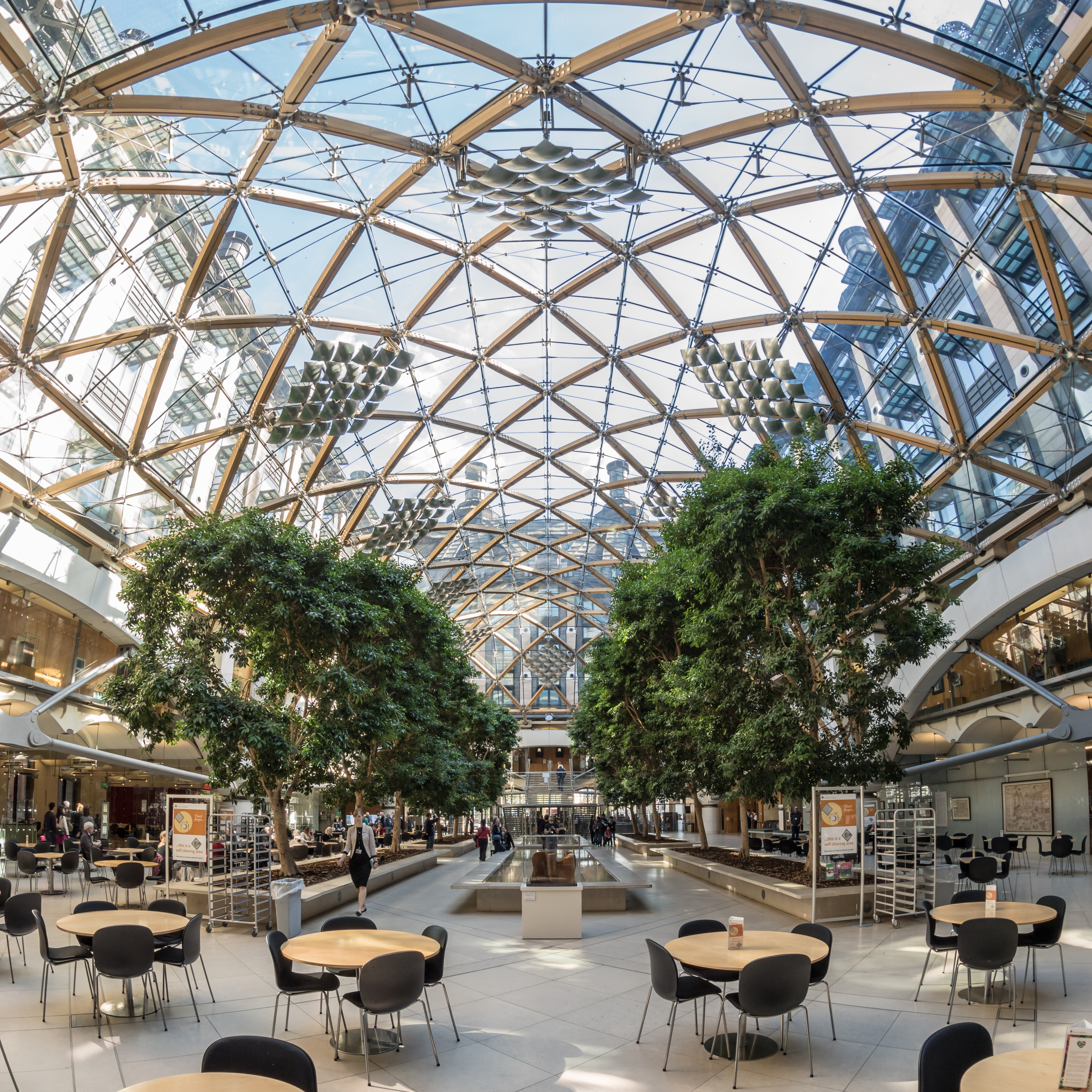
L'atrium principal de Portcullis House

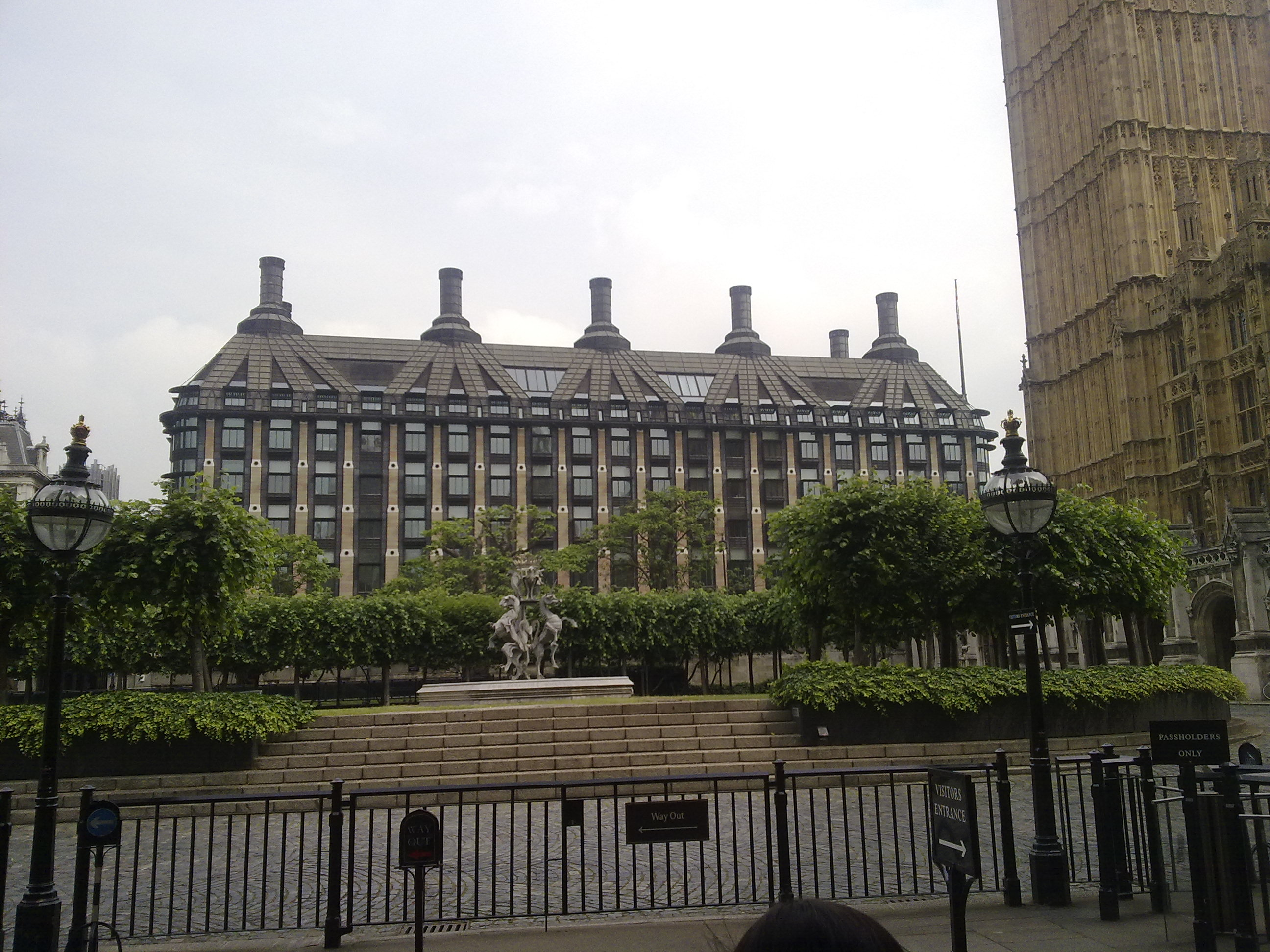
Portcullis House vu du Parlement

Le profil curieux du bâtiment, avec ses rangées de hautes cheminées, est destiné à rappeler le style gothique victorien du palais de Westminster et à s’intégrer aux cheminées des Norman Shaw Buildings, situés à côté. Les cheminées de Portcullis House ne sont pas utilisés pour expulser les fumées, mais font partie d'un système de climatisation, qui est conçu pour aspirer l'air dans le bâtiment en exploitant les flux naturels de convection.

## Usage
Les bureaux de Portcullis House sont généralement répartis en ensembles de deux partageant une baie commune au centre. Chaque étage est officieusement attribué à un parti politique différent, de sorte que les députés ayant la même politique restent généralement unis. Le premier étage abrite un certain nombre de salles de conférence et de salles de réunion, nommées en hommage à des personnalités politiques telles que Betty Boothroyd, Harold Macmillan, Margaret Thatcher, Clement Attlee, Harold Wilson et Jo Grimond. Ces salles de commission sont accessibles au public et sont équipées de caméras de télévision et de microphones permettant la retransmission des débats par le biais de la BBC du Parlement et du site parliamentlive.tv.
Au rez-de-chaussée, on trouve une gamme de services, notamment un restaurant proposant des services de serveurs ("The Ajournment"), une cafétéria informelle ("The Debate") et un café ("The Despatch Box"), disponibles uniquement pour les détenteurs de laissez-passer et leurs invités. Il existe également un bureau de poste et une bibliothèque électronique, un point d'information où les membres et le personnel peuvent utiliser des ordinateurs en réseau, gérés par la bibliothèque de la Chambre des Communes. Il y a aussi un passage souterrain dans le palais de Westminster et une connexion à l'immeuble 1 Parliament Street et aux édifices Norman Shaw. Pour des raisons de sécurité, il s'agit désormais de la principale voie d'accès pour le Parlement.

## Voir également
- Parlement du Royaume Uni